# Richard Weston (agronomo)
Richard Weston (1591 – 1652) è stato un agronomo britannico.

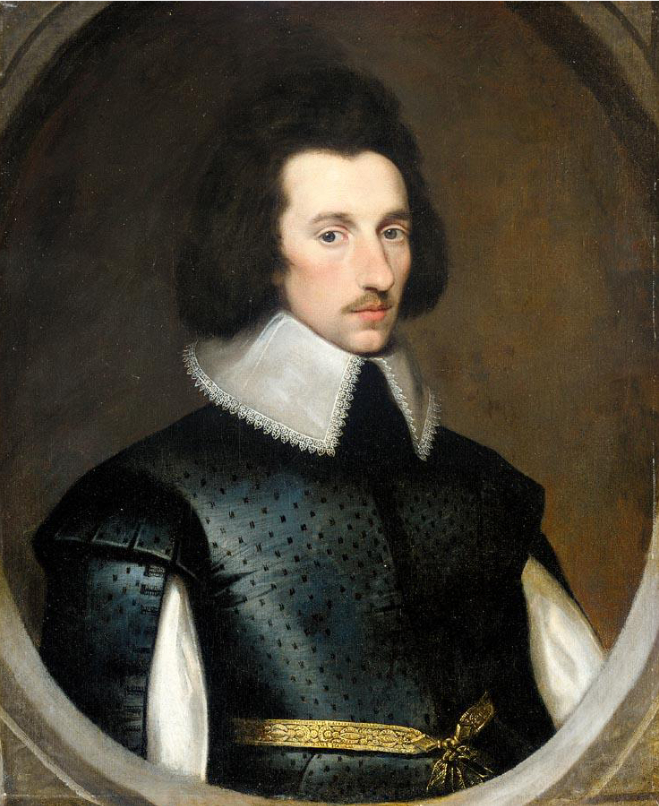
Ritratto di Richard Weston di Cornelis de Neve

Primogenito di Sir Richard II Weston (1564-1613) di Sutton Place, Surrey, e di Jane Dister (1625 circa), figlia di John Dister di Bergholt, Essex, fu il pronipote di Sir Richard I Weston (1465-1541).
Fu educato e passò parte della sua vita nelle Fiandre . Nel 1613 rientrò nelle proprietà di famiglia a Sutton e Clandon  e fu nominato cavaliere il 27 luglio 1622 a Guildford. 
Sir Richard Weston fu ambasciatore dall'Inghilterra presso Federico V, Elettore Palatino e Re di Boemia, nel 1619. Fu presente alla famosa battaglia di Praga nel 1620. 
All'inizio degli anni '30 del secolo XVII Weston decise di replicare il canale e il sistema di chiuse allora prevalente nei Paesi Bassi per rendere navigabile il fiume Wey tra Weybridge e Guildford . Fu nominato uno dei commissari reali per supervisionare i lavori nel 1635. Durante la guerra civile inglese (1642-1651), la sua proprietà fu sequestrata e Watson fu esiliato.
Nel 1644 visitò Gand , Bruges e Anversa e ne approfittò per studiare i metodi agricoli in uso. Nel 1649 tornò in Inghilterra e promosse un disegno di legge in parlamento per autorizzare la costruzione della navigazione che divenne un atto del Parlamento nel 1651. Weston immediatamente iniziò a lavorare sulla costruzione, ma morì prima che l'opera raggiungesse il completamento.
Uno dei suoi primi progetti agricoli consisteva nell'aumentare la resa del fieno, introducendo un nuovo ceppo di fieno e schemi di irrigazione. Ha anche introdotto dalle Fiandre uno schema di rotazione delle colture basato su trifoglio , lino e rape . Nel 1645 aveva scritto un trattato di agronomia fiammingo che costituiva la base del "Discours" che fu pubblicato in varie versioni nel 1651 e nel 1652.
Durante i suoi soggiorni in Brabante  e nelle Fiandre ebbe modo  di apprezzare la ricchezza agricola e di pubblicare le sue considerazioni nell'opera A Discourse of Husbandrie used in Brabant and Flanders .  Dal punto di vista agronomico è importante anche una lunga lettera che Weston scrive a Samuel Hartlib nel 1651, pubblicata col titolo significativo Il suo lascito, ovvero un ampliamento del discorso sull'agricoltura praticata in Brabante e nelle Fiandre, in cui sono esaminati in relazione al bene comune dell’Inghilterra nuovi esperimenti forestieri e domestici, e segreti relativi all'agricoltura universale. 
Weston morì all'età di 61 anni e fu sepolto nella cappella di Trinity, a Guildford. Sposò Grace Harper di Cheshunt e da lei ebbe sette figli e due figlie.

## Opere
- Richard Weston Esq. Tratti sull'agricoltura pratica e sul giardinaggio: indirizzati in particolare ai signori contadini della Gran Bretagna: con diversi miglioramenti utili nelle stufe e nelle serre; a cui si aggiunge un catalogo cronologico di autori inglesi su agricoltura, botanica, giardinaggio ecc. Hooper, 1773. p. 24